# Pat MacArthur
Pour les articles homonymes, voir MacArthur.
Pas d'image ? Cliquez ici

a Compétitions nationales et continentales officielles uniquement.

b Matchs officiels uniquement.
Dernière mise à jour le 20 juillet 2023.
Patrick MacArthur dit Pat MacArthur, né le 27 avril 1987 à Irvine, est un joueur international écossais de rugby à XV. Positionné comme talonneur, il joue l'intégralité de sa carrière professionnelle pour l'équipe des Glasgow Warriors. Il a joué en équipe d'Écosse entre 2013 et 2014.

## Biographie
MacArthur a été sélectionné à plusieurs reprises dans les équipes d'Écosse des moins de 18 ans, moins de 19 ans et moins de 20 ans. Il a connu sa première sélection avec l'équipe d'Écosse senior le 8 juin 2013 à Durban contre les Samoa.